# Thiosulfate de strontium pentahydraté
Le thiosulfate de strontium pentahydraté est un composé du soufre et du strontium, de formule SrS2O3 · 5 H2O. C'est un sel hydraté de l'acide thiosulfurique.

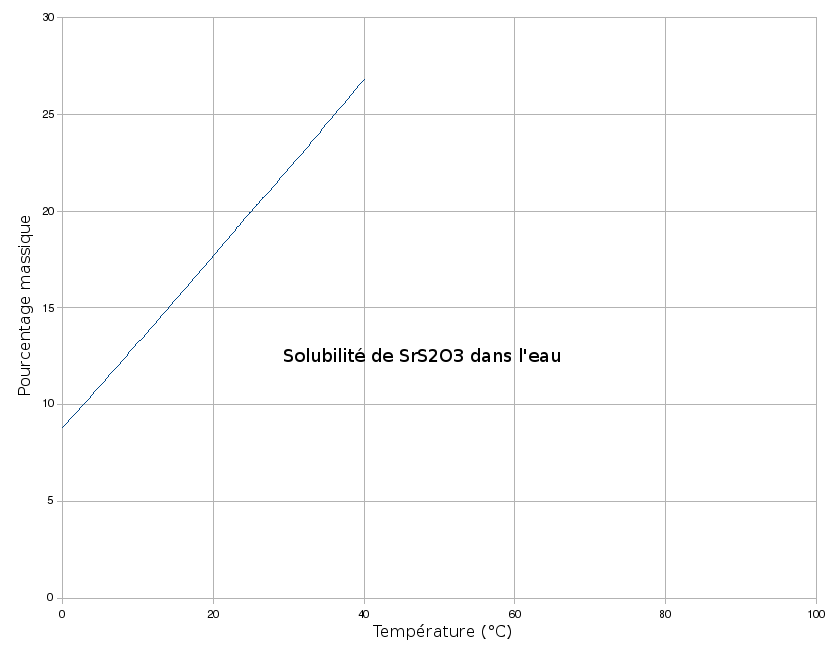
Solubilité dans l'eau.